# 若い人 (1977年の映画)
『若い人』（わかいひと）は1977年制作の日本映画（東宝・サンミュージック提携作品）。石坂洋次郎の同名小説を原作とした映画。河崎義祐監督。
桜田淳子の映画（単独）主演第三回作品。1962年版（日活）で江波恵子役を演じた吉永小百合が特別出演している。

## キャスト
- 江波恵子：桜田淳子
- 間崎慎太郎：小野寺昭
- 橋本スミ子：三林京子
- 江波ハツ：左幸子
- 江口健吉：室田日出男（東映)
- マドモワゼル・マリー：フランソワーズ・モレシャン
- 佐々木先生：太宰久雄
- 秋本先生：山谷初男
- 山形先生：一の宮あつ子
- 安田先生：赤座美代子
- 岡島先生：岡田英次
- 田代ユキ：佐藤美恵子
- 吉岡サチ子：川田忍
- 伊藤和枝：鈴木京子
- 宮川秀子：上林ひとみ
- ベルちゃん：松村鈴子
- 鮎沢由紀：吉永小百合（特別出演)

## 主題歌
- 桜田淳子 「若い人のテーマ」（ビクター音楽産業）　作詞：阿久悠／作曲：森田公一／編曲：青木望
- 1977年のヒットシングル「気まぐれヴィーナス」のB面

## スタッフ
- 監督：河崎義祐
- 製作：津島平吉、茂木大輔
- 企画：相澤秀禎、北島宗人
- 脚本：長野洋
- 音楽：竹村次郎
- 撮影：逢沢譲

## 製作

### 製作会見
1976年12月8日、東京紀尾井町の赤坂プリンスホテルで製作発表があり、原作者の石坂洋次郎や、プロデューサーの茂木大輔・津島平吉、河崎義祐監督、小野寺昭らが会見場に並んだが、肝心の桜田淳子が学期末試験のため、遅れての出席となった。石坂洋次郎は当時76歳で、高齢者の家庭事情などをユーモラスに話した。小野寺昭は「間崎先生役は魅力のある人物なので、平凡な私がどこまでやれるか」と平凡な発言だったが、遅れて来た桜田が「文芸作品に出演できるのは初めて。既に映画化されたものですが、その中の吉永小百合さんの主演した作品を見せていただき私にも出来る気がしました。感激のシーンはラストのところですが、台本を頂いたのが先日のことなので、これからじっくり役作りを考えます。恵子は不良少女に見えて本心は善良な女性だと思います。それを考えながら実と虚の中に今度の恵子を演じたいと思います」などと、大ベテラン顔負けの発言を行い、これが今高三の試験を受けてきた女子学生なのか、と詰めかけた映画ジャーナリストを驚かせた。合わせて1977年1月中旬クランクイン予定、1977年のゴールデンウイーク公開との予定等と発表された。会見後、桜田はキャメラマンの要望に応え、映画で着るセーラー服にわざわざ着替えて、撮影会が行われた。

### 撮影
撮影中の東宝スタジオを原作者の石坂洋次郎・1937年版監督の豊田四郎・1952年版（東宝）監督の市川崑が同じ日に訪れているが、二人の監督は桜田の演技派女優としての力量に感心した。この訪問が市川監督『病院坂の首縊りの家』（東宝、1979年）への桜田の出演に繋がったと言われている。
本作品ではミッションスクールのある港町を長崎と設定しているが、長崎言葉は導入部で学校用務員が新任の間崎に向かって短いセリフを話すのみで、他のセリフはすべて標準語で物語が進められる。
活水女子短期大学のロケ先では、桜田のコメッコのCMが同時撮影されており、相手役の小野寺昭も出演している。ロケ地には原宿、赤坂東急ホテル、渋谷山手教会、活水女子短期大学（長崎）、めがね橋（長崎）などが使用された。

## 宣伝

### キャッチコピー
私は、男を知りたい―

そして 愛が

ただ通り過ぎて

行くものだけなのかを……

## 同時上映
『青年の樹』
- 監督：西村潔。出演：三浦友和、檀ふみ。

## 参考資料
- Goo映画